# Opolanka decorosa
Opolanka decorosa — викопний вид щелепоногих ракоподібних вимерлого ряду Cyclida. Існував у пізньому тріасі (карнійський ярус, 230 млн років тому). Викопні рештки тварини знайдені у селі Красеюв на півдні Польщі.